# Giovanni Salvadori
Giovanni Battista Salvadori (5. prosince 1836 Pieve di Bono – 13. června 1900 Štýrský Santa Croce del Bleggio) byl rakouský římskokatolický kněz a politik italské národnosti z Tyrolska, na konci 19. století poslanec Říšské rady.

## Biografie
V roce 1859 byl vysvěcen na kněze a po dvacet let pak působil jako farář v Roveretu. Roku 1878 byl povolán do Vídně, kde řídil italský minoritský kostel v hlavním městě monarchie. Zabýval se národnostní otázkou v Tyrolsku a publikoval své názory. Zapojil se i do politického života.
V 70. letech 19. století se zapojil i do celostátní politiky. Ve volbách do Říšské rady roku 1891 získal mandát za kurii venkovských obcí, obvod Roveredo, Riva atd. Za týž obvod mandát obhájil i ve volbách do Říšské rady roku 1897. Profesně byl k roku 1897 uváděn jako kněz.
Podporoval myšlenku široké politické autonomie etnicky italských oblastí Tyrolska. Kromě svých politických aktivit se zabýval i ornitologií.